# 伊號第三百七十三潛艦
|          |                                                                       |
| 舰歴     |                                                                       |
| 计划     | 1943年度                                                              |
| 开工     | 1944年8月15日                                                         |
| 下水     | 1944年11月30日                                                        |
| 就役     | 1945年4月14日竣工                                                     |
| 结局     | 1945年8月14日战没                                                     |
| 除籍     | 1945年9月15日                                                         |
| 性能諸元 |                                                                       |
| 排水量   | 基準1660吨、常備1926吨 水中2240吨                                     |
| 全長     | 74.00米                                                               |
| 全幅     | 8.90米                                                                |
| 吃水     | 5.05米                                                                |
| 機関     | 舰本式23号乙8型柴油机2基2軸 水上：1750馬力 水中：1200馬力             |
| 速度     | 水上：13.0节 水中：6.5节                                              |
| 续航距離 | 水上：13节下5000海里 水中：3节下100海里（185千米）                    |
| 燃料     | 重油                                                                  |
| 乗員     | 55名（计划）                                                          |
| 兵装     | 8cm迫撃砲連装2基4門 25mm機枪連装3基、单装1挺 无魚雷兵装               |
| 备注     | 安全潜航深度：100米 物資搭載量：舰内100吨、舰外10吨 補給用燃油：150吨 |

伊号第三七三潜水舰（いごうだいさんびゃくななじゅうさんせんすいかん）是大日本帝国海军的一艘潜水艇。舰級为丁型改（ていがたかい），没有完成的同型舰。是日本在二战中被击沉的最后一艘潜艇。

## 概要
昭和18年的战時計画中计划建造的7艘运输用潜水舰的第2艘。第1艘最后作为伊三六一型潜水舰（丁型）的最終舰伊号第三七二潜水舰建造完工。本舰为基本计划编号S51C以及作为修正版丁型改（伊373型）唯一完成的一艘。剩余5艘预定建造的丁型改，1艘未完成、4艘仅在计划阶段就被取消。
自丁型起追加搭載150吨燃油、補給搭載物件等合計增加110吨。其代价为续航距離13节速下减少5000海里、排水量增大200吨。8月14日在执行运输作战任务时于東中国海遭美军鱼雷攻击沉没，美军发射的6枚魚雷中有2枚命中。 

## 舰历
- 1944年8月15日 横須賀海軍工廠开工建造
  - 11月30日 下水
- 1945年 (昭和20年) 4月14日 竣工，并就此开始进行汽油搭載工作
  - 6月16日 从横须贺港出发
  - 6月17日 到达佐世保港，转为运输航空燃料
  - 6月20日 编入第6舰隊第15潜水隊
  - 8月9日 从佐世保出港，开始以台湾目的地的运输任务
  - 8月14日 在东海距上海东南190英里处遭到美国潜艇 巴劳鱵级潜艇SPIKEFISH 的攻撃而沉没。自舰長以下84名战死，仅1名被美国潜艇救起
  - 9月15日 除籍

## 歴代舰長

### 艤装員長
1. 射延行雄大尉（就任日不明のためコメントアウト-）

### 舰長
1. 射延行雄大尉（1945年4月14日-）

## 同级舰
- 伊號第三百七十四潛艦（日语：伊号第三百七十四潜水艦）(未成)

1944年10月24日起工。1945年4月17日工事中止、工程40%。
- 其他4艘取消建造